# Italian Walk of Fame

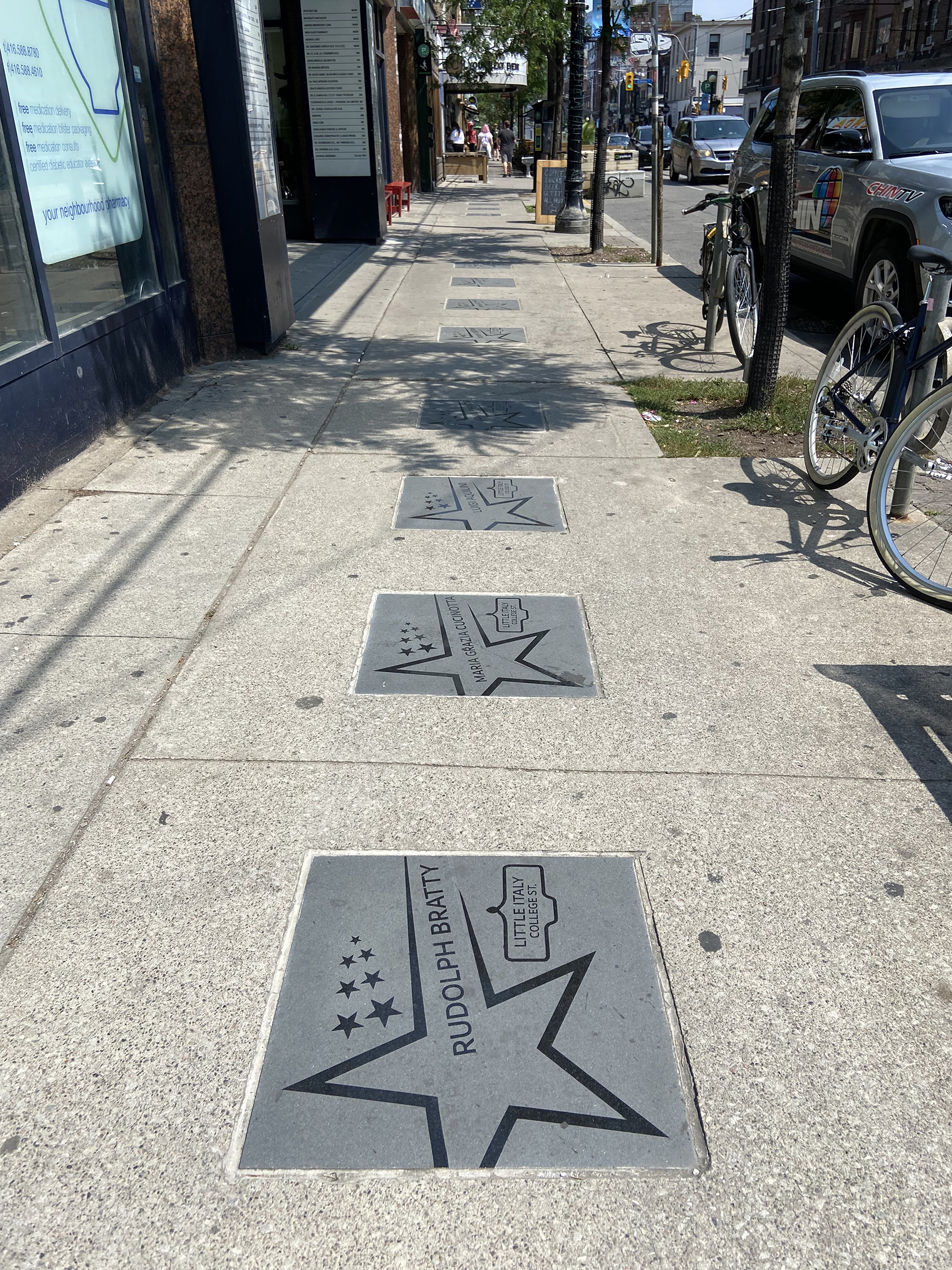
Paseo de la fama italiano.

El Italian Walk of Fame (IWOF) o Paseo de la fama italiano, ubicado en Toronto, Canadá, es una acera que reconoce la contribución de personas de ascendencia italiana en diversas áreas profesionales. El paseo consiste en estrellas colocadas de forma permanente sobre la acera del barrio Little Italy, específicamente sobre la calle College Street entre Grace Street y Clinton Street.

## Historia
Fue fundado el 7 de septiembre de 2009 por Jimi Bertucci y Marisa Lang.

## Integrantes
| Año  | Nombre                 | Área de reconocimiento           |
| ---- | ---------------------- | -------------------------------- |
| 2009 | Rudolph Bratty         | Promotor inmobiliario            |
| 2009 | Phil Esposito          | Jugador de hockey                |
| 2009 | Julian Fantino         | Político                         |
| 2009 | Connie Francis         | Cantante                         |
| 2009 | Giancarlo Giannini     | Actor                            |
| 2009 | Johnny Lombardi        | Locutor                          |
| 2010 | Armand Assante         | Actor                            |
| 2010 | Enrico Colantoni       | Actor                            |
| 2010 | Frank Iacobucci        | Juez de la Corte Suprema         |
| 2010 | Frank Mancuso Sr.      | Ejecutivo de un estudio de cine  |
| 2010 | Dean Martin (póstumo)  | Cantante/actor                   |
| 2011 | Luigi Aquilini         | Empresario                       |
| 2011 | Bobby Curtola          | Cantante                         |
| 2011 | Alfredo De Gasperis    | Contratista/promotor/constructor |
| 2011 | Roberto Luongo         | Jugador de hockey                |
| 2011 | Franco Nero            | Actor                            |
| 2011 | Connie Stevens         | Cantante/actriz                  |
| 2012 | Carlo Baldassarra      | Empresario                       |
| 2012 | Maria Grazia Cucinotta | Actriz                           |
| 2012 | Beverly D'Angelo       | Actriz                           |
| 2012 | Joe Pantoliano         | Actor                            |
| 2013 | Lou Biffis             | Empresario                       |
| 2013 | Jennifer Dale          | Actriz                           |
| 2013 | Robert Davi            | Actor                            |
| 2013 | John Saxon (póstumo)   | Actor                            |
| 2014 | Andy Donato            | Caricaturista editorial          |
| 2014 | Joseph Mancinelli      | Empresario                       |
| 2014 | Joe Mantegna           | Actor                            |
| 2014 | Gino Vannelli          | Cantante                         |